# جیمز بیچر
جیمز بیچر (انگلیسی: James Beacher؛ زادهٔ ۲۹ اوت ۱۹۸۷) بازیکن فوتبال است.